# Parakiefferiella dentifera
Parakiefferiella dentifera är en tvåvingeart som beskrevs av Wulker 1957. Parakiefferiella dentifera ingår i släktet Parakiefferiella och familjen fjädermyggor. Inga underarter finns listade i Catalogue of Life.